# Sophie Grace
Sophie Grace (* 8. April 2006 in Philadelphia, Pennsylvania) ist eine US-amerikanische Schauspielerin. Bekanntheit erlangte sie durch ihre Rolle als Kristy Thomas in der Netflix-Serie Der Babysitter-Club.

## Leben
Grace wurde in Philadelphia geboren und lebt nun in Los Angeles. Sie hat drei Brüder und zwei Schwestern.
Nachdem sie 2018 erste Rollen in verschiedenen Kurzfilmen erhalten hatte, spielte sie im gleichen Jahr im Film Terror in the Woods mit.
2020 wurde sie als eine der Hauptrollen in der Netflix-Serie Der Babysitter-Club besetzt und erlangte dadurch größere Bekanntheit.

## Filmografie
- 2018: Terror in the Woods
- 2020–2021: Der Babysitter-Club (The Baby-Sitters Club, Fernsehserie, 18 Episoden)